# 樋口善典
樋口 善典（ひぐち よしのり、1920年10月4日 - 2006年11月23日）は、日本の経営者。共同印刷社長、会長を務めた。

## 経歴
福岡県出身。1938年に東京帝国大学経済学部商業学科を卒業し、同年に第一銀行に入行。1969年1月に取締役に就任し、第一勧業銀行でも務め、1971年10月常務就任、1973年4月に清和興業社長を経て、1975年8月に共同印刷副社長に就任し、1977年8月には社長に昇格。1988年6月に会長に就任し、1992年6月には相談役に就任。
1986年11月に勲三等瑞宝章を受章。
2006年11月23日肺炎のために死去。86歳没。

## 親族
- 従弟・田中順一郎（三井不動産元社長）
- 甥・木庭健太郎（元参議院議員）